# Ислам в Индии

Доля мусульман в общей численности населения каждого штата (перепись 2001 года)

Ислам — вторая по значению религия в Индии (после преобладающего индуизма). Мусульмане составляют порядка 202 млн чел. или 14,4 % населения страны. Перепись 2001 года в Индии учла более чем 138 миллионов мусульман, что превышало данные прежней переписи на 36 %. По абсолютной численности мусульмане в Индии уступают только единоверцам из Индонезии и Пакистана. Доля мусульман в населении страны постепенно растёт.

## История
Первыми мусульманами, появившимися в Индии, были приплывавшие по морю арабские торговцы. С конца VII века н. э. они поселялись на побережье Индии. Они и обращённые в ислам индийцы стали родоначальниками общины мопла на Малабарском побережье.
Затем ислам проник в северо-западную Индию во времена арабских завоеваний. Население долины Инда (современный Пакистан) полностью приняло ислам в IX—XI веках. Население п-ова Индостан и долины Ганга ислам ещё не затронул, хотя прибрежное население знакомилось с исламом через арабских купцов. Влияния ислама были незначительны до 1001 г., когда Махмуд Газни совершил набеги на субконтинент, разрушил Сомнатх и захватил Пенджаб. Новая волна исламизации последовала в период между 1526 по 1858, когда власть в Северной Индии захватили пришедшие тюркские, персидские и могольские воины.
В этот период в ислам особенно активно переходили наиболее обездоленные слои индусского населения, надеявшиеся таким образом преодолеть систему жёстких запретов и каст, ограничивающих социальную мобильность индивидуума. Ислам массово приняло малоимущее крестьянское население дельты Ганга (современный Бангладеш). Мещанская верхушка и купцы также были склонны к переходу в ислам для облегчения доступа ко дворам местных эмиров-мусульман, составивших новую элиту региона.
Европейские вторжения в Индию ограничили распространение ислама с конца XVIII века. Его престиж ослаб, его влияние начало угасать. Тем не менее, мусульманские общины сохранились в ряде регионов независимой Индии даже после раздела страны в 1949 году. С тех пор их доля и число растёт за счёт демографических причин. Мусульман страны характеризует более низкий уровень грамотности. После утраты политической власти в пользу британцев, а затем индусов, мусульманские доходы резко упали. Большинство из них оказалось сконцентрировано в самых старых городских кварталах (исламских гетто) с изношенной инфраструктурой. Мусульманки страны в среднем имеют на 1 ребёнка больше, чем индуски (3,7 против 2,7). Их миграционный отток из страны незначителен из-за ограниченного доступа к образованию и слабого участия в экономике (особенно среди женщин). Поэтому в период между 1991 и 2001 годами число индуистов возросло на 20,3 %, тогда как количество мусульман увеличилось на 29,6 %.

## Динамика доли мусульман в населении
- 1961 10,7 % (перепись)
- 1971 11,2 %
- 1981 12,0 %
- 1991 12,1 %
- 2001 13,4 % (перепись)
- 2011 15,0 % (оценка)

## Этногенез
Большая часть индийских мусульман имеет местное индоарийское происхождение с очень незначительным притоком генов из Ирана и Средней Азии. Мусульмане страны имеют право следовать исламским законам. В Индии правительство частично субсидирует стоимость авиабилетов для совершения хаджа.

## Современность

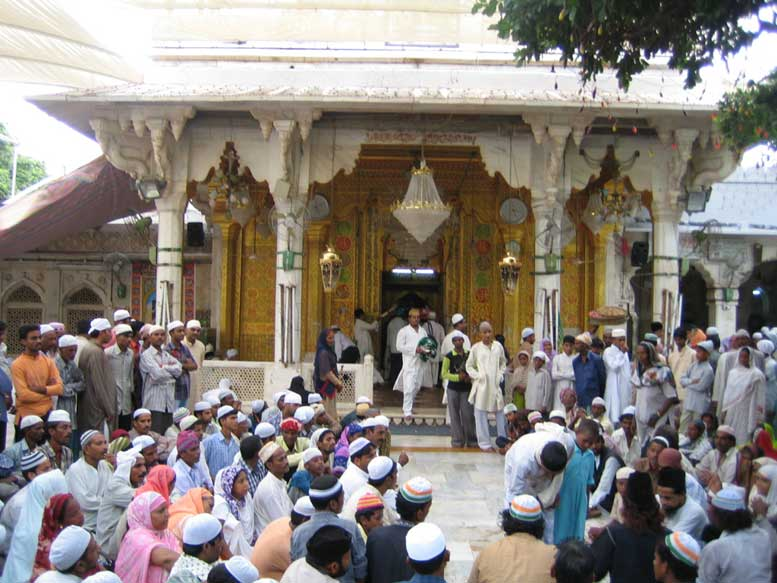
Могила (даргах) Муинуддина Чишти в Аджмере, считается святым местом для индийских мусульман-суфиев

В независимой Индии, где мусульмане после раздела Британской Индии остались в явном меньшинстве, они утратили то влияние, которым располагали в колониальной Индии, а тем более в доколониальную эпоху. Оставшаяся в Индии часть семей мусульман-мигрантов подвергалась экономическим санкциям, которые позволяли конфисковывать собственность мусульман, покинувших Индию. Затем положение зажиточных мусульман, особенно в штате Уттар Прадеш, было подорвано в результате проведения земельной реформы.
По данным переписи 2001 года, если по Индии в целом доля грамотных граждан составляла 54,50 %, то среди мусульман грамотных было только 48,04 %. 68,66 % мусульман не имели постоянной работы (всего в Индии безработных было 60,89 %). На государственной службе мусульмане занимали всего 4,9 % должностей, в основном на низовых уровнях .
Мусульмане составляют большинство в Джамму и Кашмире (64,2 %), также их численность значительна в Западной Бенгалии (21,5 %) и Керале (21,2 %), данные на 2004 год. При этом мусульмане часто селятся обособленно. Например, в городе Коимбатор мусульмане составляют лишь 9 %, но есть районы, где их доля превышает 25 %, а также улица, населенная только представителями ислама. Для мусульман Индии характерен уровень рождаемости выше среднего значения по стране. Доля их среди городского населения также выше среднего значения по стране
Мусульмане разделены на многочисленные этнолингвистические группы в разных регионах Индии. Три социальных сегмента мусульманской общины состоят из ашрафов, аджлафов и арзалов. Ашрафы — это потомки выходцев из арабских стран или принявших ислам несколько столетий назад представителей высших индусских каст, они являются самым благополучным слоем среди мусульман. Аджлафы по роду занятий схожи с индусскими отсталыми кастами, некоторая их часть владеет землей. Арзалы — это некогда обращенные в ислам индусские низшие касты, большинство их работает мясниками, прачками, брадобреями, уборщиками и т. п.

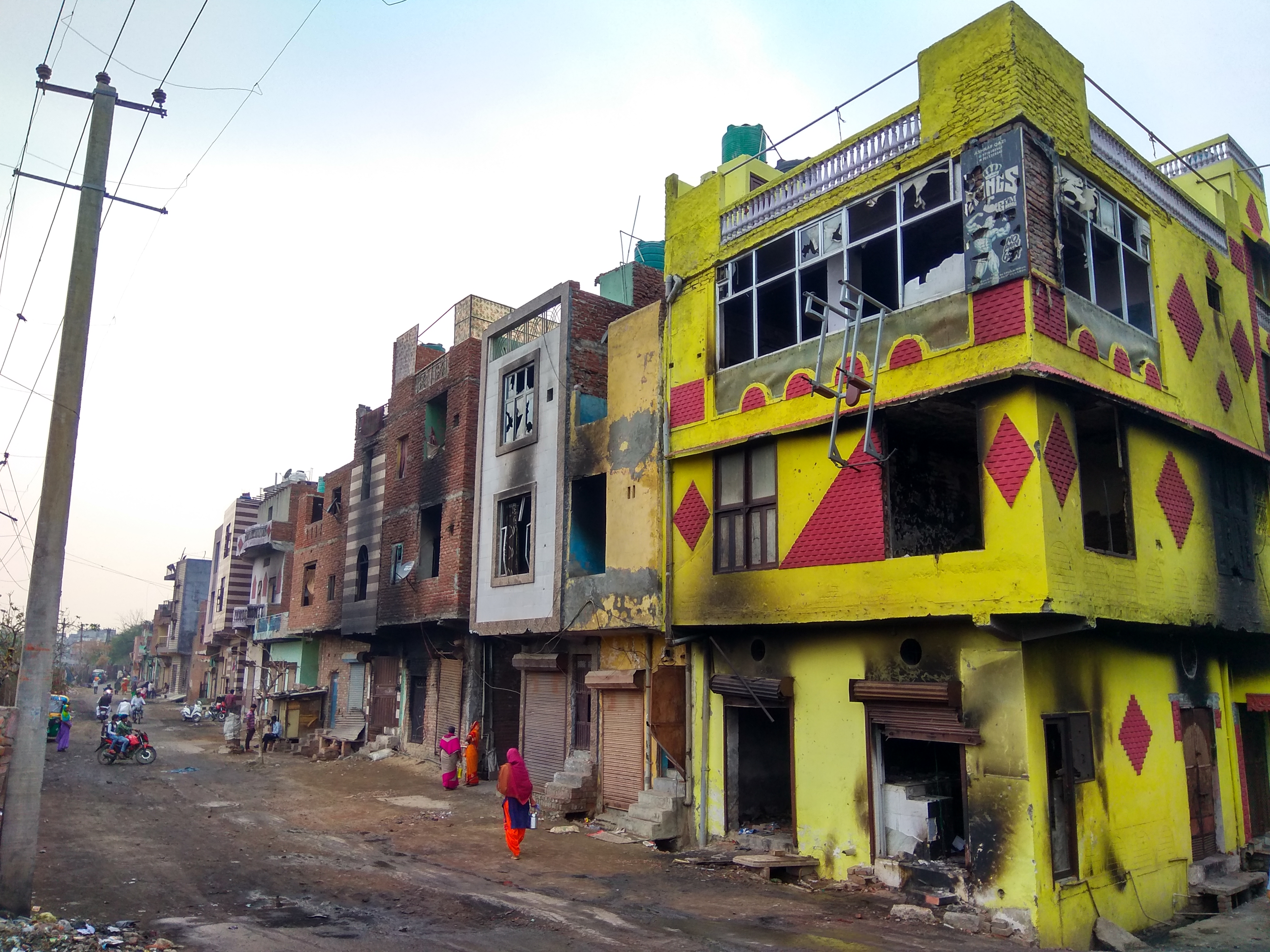
Здания в Дели, повреждённые во время антимусульманских беспорядков в феврале 2020 года в связи с протестами против поправок в закон о гражданстве

## Межрелигиозные конфликты
Отношения между мусульманами и индуистами достаточно напряжённые. По опросам, проведённым С. Накви, свыше 90 % индийцев ответили, что ни разу не были в гостях у иноверцев. По результатам опросов представителей разных религий в различных станах мира, проведенных в 2006 году, наиболее негативное отношение к мусульманам наблюдалось именно в Индии.
Трагическими последствиями раздела британской Индии стали межрелигиозные конфликты различных масштабов. Поводом для столкновений индуистов и мусульман могут стать какие-либо бытовые споры или слухи, после чего группы представителей обеих общин пытаются «проучить» «обнаглевших» мусульман (индусов). Чаще всего такие столкновения ограничиваются уличными драками и небольшими погромами, но были крупные конфликты 1969 года в Ахмадабаде и других городах, 1984 года в Бомбее и других городах, 1989 года в Бхагалпуре, 1990 года в Хайдарабаде, 1992 года в разных городах, 1992-1993 годов в Бомбее, 2002 года в Гуджарате. Одним из наиболее кровавых эпизодов в новейшей истории Индии стали события декабря 1992 года, когда кампания по воссозданию индуистского храма в Айодхье привела к разрушению мечети Бабри, после чего вспыхнули межконфессиональные столкновения и беспорядки, повлекшие массовые человеческие жертвы.